# Weronika Kordowiecka
Weronika Kordowiecka (ur. 13 września 1995 w Warszawie) – polska piłkarka ręczna, bramkarka, od 2022 zawodniczka Eurobud JKS Jarosław.

## Kariera sportowa
Wychowanka Wilanowii Warszawa, w sezonie 2013/2014 zawodniczka pierwszoligowego AZS-AWF Warszawa. W 2014 trafiła do GTPR-u Gdynia. W sezonie 2016/2017, w którym rozegrała w Superlidze 30 meczów i rzuciła jedną bramkę w spotkaniu z MKS-em Lublin w 26. kolejce (23 kwietnia 2017), zdobyła z gdyńskim klubem mistrzostwo Polski. Z GTPR-em wywalczyła również dwa Puchary Polski (2015, 2016). W barwach GTPR-u Gdynia występowała też w Pucharze Zdobywców Pucharów i Pucharze EHF (runda kwalifikacyjna).
Występowała w młodzieżowej reprezentacji Polski, z którą uczestniczyła m.in. w rozegranym w kwietniu 2014 w Chorzowie turnieju kwalifikacyjnym do mistrzostw świata U-20.
W reprezentacji Polski seniorek zadebiutowała 1 czerwca 2016 w meczu eliminacyjnym do mistrzostw Europy z Finlandią (33:11).

## Sukcesy
GTPR Gdynia
- Mistrzostwo Polski: 2016/2017
- Puchar Polski: 2014/2015, 2015/2016